# Villandraut
Cet article possède un paronyme, voir Villandry.
Villandraut [vilɑ̃dʁo] (Vilandraud ou Vilandraut en gascon) est une commune du Sud-Ouest de la France, située dans le département de la Gironde, en région Nouvelle-Aquitaine.
Ses habitants sont appelés les Villandrautais.

## Géographie

### Localisation

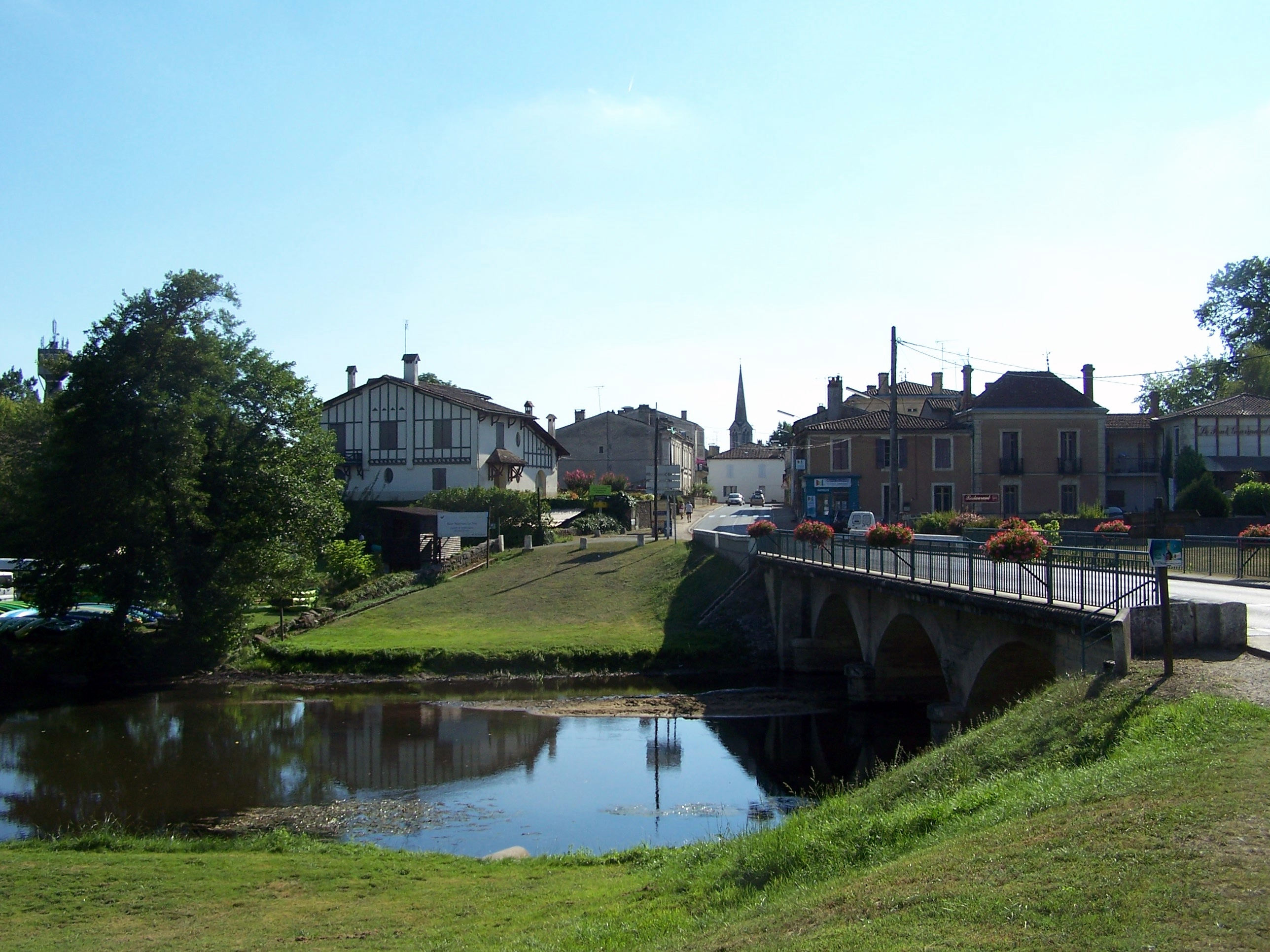
Entrée nord-est - Pont sur le Ciron et base de loisirs (août 2010).

La commune est située dans le parc régional des Landes de Gascogne sur la rivière appelée le Ciron. Elle se trouve à 52 km au sud-sud-est de Bordeaux, chef-lieu du département et à 17 km au sud-ouest de Langon, chef-lieu d'arrondissement.

### Communes limitrophes
Les communes limitrophes en sont Noaillan au nord, Uzeste au sud-est, Préchac au sud, Saint-Léger-de-Balson au sud-ouest et Balizac sur à peine 500 mètres à l'ouest.
|                       | Noaillan    |        |
| Balizac               | Villandraut |        |
| Saint-Léger-de-Balson | Préchac     | Uzeste |

### Climat
Pour des articles plus généraux, voir Climat de la Nouvelle-Aquitaine et Climat de la Gironde.
Historiquement, la commune est exposée à un climat océanique aquitain.  
En 2020, Météo-France publie une typologie des climats de la France métropolitaine dans laquelle la commune est exposée à un climat océanique et est dans la région climatique  Aquitaine, Gascogne, caractérisée par une pluviométrie abondante au printemps, modérée en automne, un faible ensoleillement au printemps, un été chaud (19,5 °C), des vents faibles, des brouillards fréquents en automne et en hiver et des orages fréquents en été (15 à 20 jours).
Pour la période 1971-2000, la température annuelle moyenne est de 13,1 °C, avec une amplitude thermique annuelle de 14,8 °C. Le cumul annuel moyen de précipitations est de 894 mm, avec 11,8 jours de précipitations en janvier et 6,8 jours en juillet. Pour la période 1991-2020, la température moyenne annuelle observée sur la station météorologique la plus proche, située sur la commune de Sauternes à 8,6 km à vol d'oiseau, est de 0,0 °C et le cumul annuel moyen de précipitations est de 0,0 mm,. Pour l'avenir, les paramètres climatiques de la commune estimés pour 2050 selon différents scénarios d'émission de gaz à effet de serre sont consultables sur un site dédié publié par Météo-France en novembre 2022.

## Urbanisme

### Typologie
Au 1er janvier 2024, Villandraut est catégorisée commune rurale à habitat dispersé, selon la nouvelle grille communale de densité à sept niveaux définie par l'Insee en 2022.
Elle est située hors unité urbaine et hors attraction des villes,.

### Occupation des sols

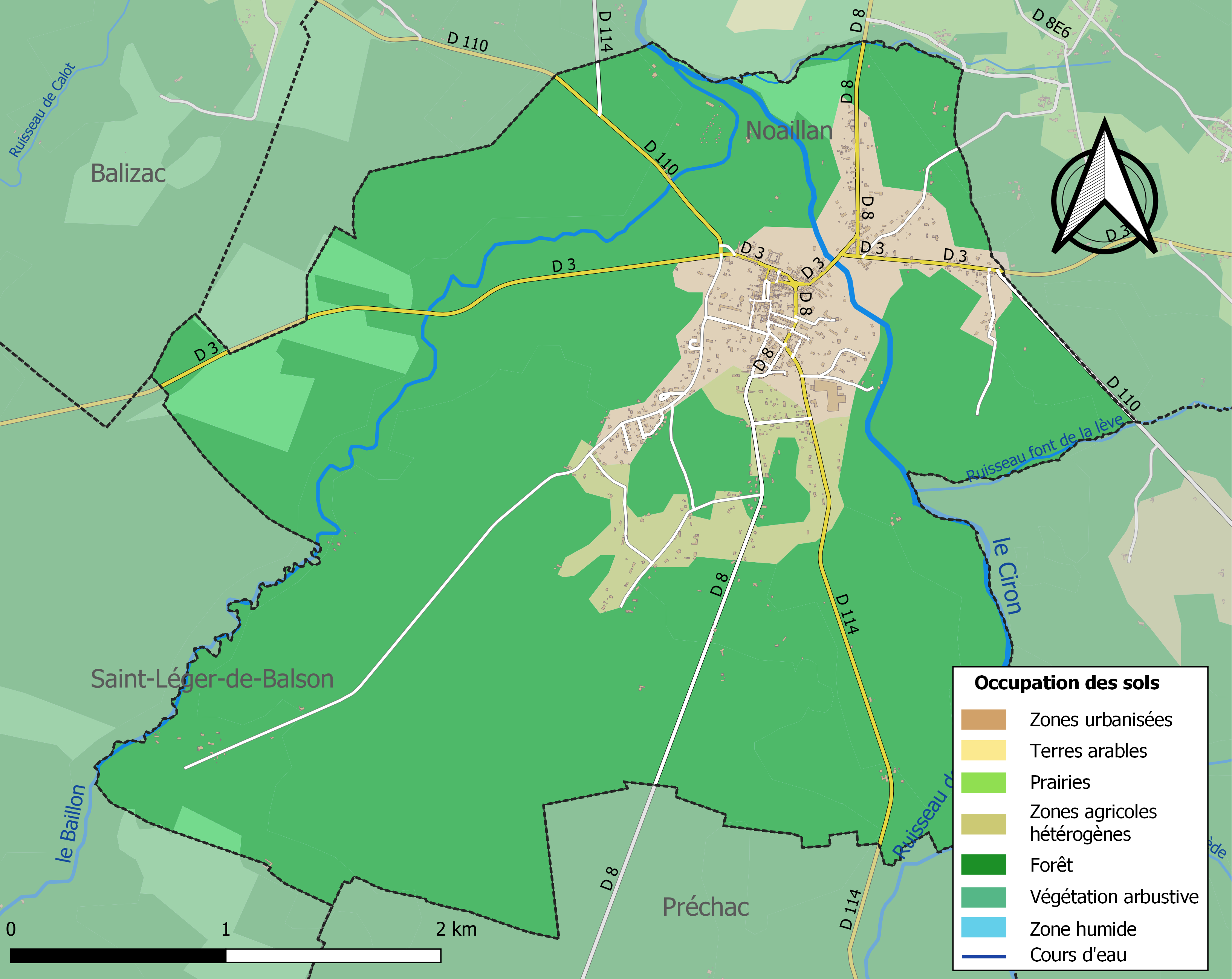
Carte des infrastructures et de l'occupation des sols de la commune en 2018 (CLC).

L'occupation des sols de la commune, telle qu'elle ressort de la base de données européenne d’occupation biophysique des sols Corine Land Cover (CLC), est marquée par l'importance des forêts et milieux semi-naturels (87,4 % en 2018), une proportion sensiblement équivalente à celle de 1990 (87,5 %). La répartition détaillée en 2018 est la suivante : 
forêts (83,1 %), zones urbanisées (8,4 %), zones agricoles hétérogènes (4,2 %), milieux à végétation arbustive et/ou herbacée (4,2 %). L'évolution de l’occupation des sols de la commune et de ses infrastructures peut être observée sur les différentes représentations cartographiques du territoire : la carte de Cassini (XVIIIe siècle), la carte d'état-major (1820-1866) et les cartes ou photos aériennes de l'IGN pour la période actuelle (1950 à aujourd'hui).

### Voies de communication et transports
La principale voie de communication routière qui traverse la commune est la route départementale D3 qui mène, vers l'est, à Bazas et, vers l'ouest, à Saint-Symphorien puis le bassin d'Arcachon. La route départementale D110 vers le nord-ouest mène à Balizac et, au-delà, en direction d'Illats ou de La Brède; la route départementale D8 mène à Noaillan vers le nord puis vers le nord-est à Langon; la  route départementale D114 qui conduit à Préchac et Captieux vers le sud-est.
L'accès à l'autoroute A62 le plus proche est celui de  3 Langon distant de 16 km vers le nord-est.
La desserte de l'autoroute A65 se fait au diffuseur de  Bazas distant de 12 km vers l'est-sud-est.
La gare SNCF la plus proche est celle, distante de 17 km vers le nord-est, de Langon sur la ligne Bordeaux-Sète du TER Nouvelle-Aquitaine.

### Risques majeurs
Le territoire de la commune de Villandraut est vulnérable à différents aléas naturels : météorologiques (tempête, orage, neige, grand froid, canicule ou sécheresse), feux de forêts et séisme (sismicité très faible). Un site publié par le BRGM permet d'évaluer simplement et rapidement les risques d'un bien localisé soit par son adresse soit par le numéro de sa parcelle.
Villandraut est exposée au risque de feu de forêt. Depuis le 20 avril 2016, les départements de la Gironde, des Landes et de Lot-et-Garonne disposent d’un règlement interdépartemental de protection de la forêt contre les incendies. Ce règlement vise à mieux prévenir les incendies de forêt, à faciliter les interventions des services et à limiter les conséquences, que ce soit par le débroussaillement, la limitation de l’apport du feu ou la réglementation des activités en forêt. Il définit en particulier cinq niveaux de vigilance croissants auxquels sont associés différentes mesures,.

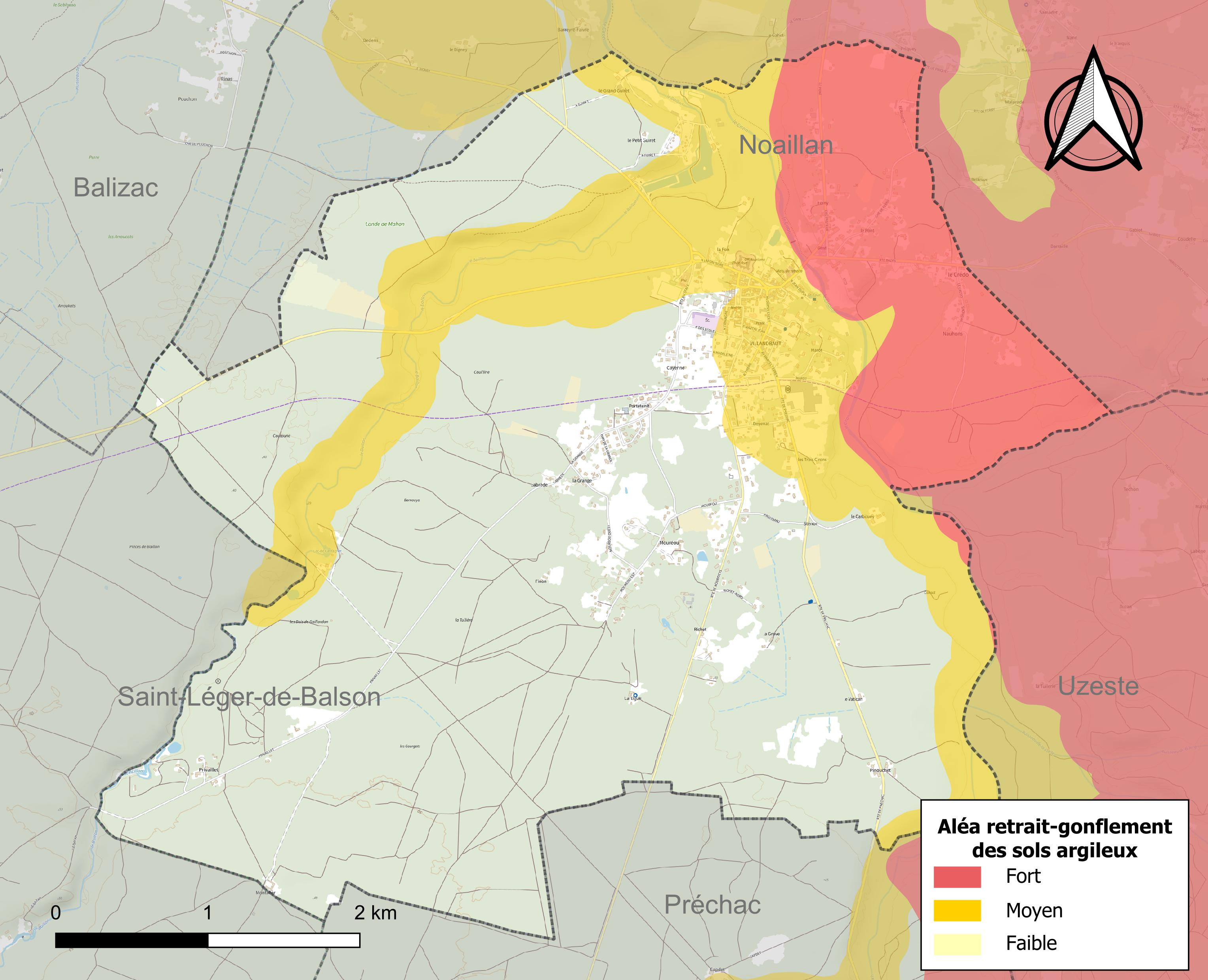
Carte des zones d'aléa retrait-gonflement des sols argileux de Villandraut.

Le retrait-gonflement des sols argileux est susceptible d'engendrer des dommages importants aux bâtiments en cas d’alternance de périodes de sécheresse et de pluie. 34,4 % de la superficie communale est en aléa moyen ou fort (67,4 % au niveau départemental et 48,5 % au niveau national). Sur les 571 bâtiments dénombrés sur la commune en 2019, 375 sont en aléa moyen ou fort, soit 66 %, à comparer aux 84 % au niveau départemental et 54 % au niveau national. Une cartographie de l'exposition du territoire national au retrait gonflement des sols argileux est disponible sur le site du BRGM,.
La commune a été reconnue en état de catastrophe naturelle au titre des dommages causés par les inondations et coulées de boue survenues en 1982, 1993, 1999, 2009 et 2020.

## Histoire
Pour l'état de la commune au XVIIIe siècle, voir l'ouvrage de Jacques Baurein.

## Héraldique
| Armes | Les armes de Villandraut se blasonnent ainsi : De sinople à l’écureuil perché sur une branche posée en barre, le tout au naturel, au chef cousu d’azur chargé d’une noix d’or accostée de deux noisettes du même. |

## Politique et administration
| Période                                  | Période               | Identité                | Étiquette | Qualité                                                        |
| ---------------------------------------- | --------------------- | ----------------------- | --------- | -------------------------------------------------------------- |
| 1942                                     | juin 1969 (démission) | Pierre Burau-Sénac      |           |                                                                |
| 1969                                     | 1983                  | Jean-Pierre Burau-Sénac |           |                                                                |
| 1983                                     | 1989                  | Jean Lestage            | CNI       | Médecin Conseiller général du Canton de Villandraut(1979-1985) |
| 1989                                     | 2001                  | Jean Desautel           |           |                                                                |
| mars 2001                                | 2005                  | Marc Le Nir             |           |                                                                |
| 2005                                     | mars 2008             | Christian Picard        |           |                                                                |
| mars 2008                                | mars 2014             | Dominique Pairoys       |           | Adjoint du précédent conseil municipal                         |
| mars 2014                                | En cours              | Patrick Breteau         |           | Représentant de commerce                                       |
| Les données manquantes sont à compléter. |                       |                         |           |                                                                |

Une élection municipale partielle a eu lieu, courant juin 2010, pour pourvoir six postes de conseillers municipaux devenus vacants.

### Intercommunalité
Le 1er janvier 2014, la communauté de communes du canton de Villandraut ayant été supprimée, la commune de Villandraut s'est retrouvée intégrée à la communauté de communes du Sud Gironde siégeant à Mazères.

## Démographie
L'évolution du nombre d'habitants est connue à travers les recensements de la population effectués dans la commune depuis 1793. Pour les communes de moins de 10 000 habitants, une enquête de recensement portant sur toute la population est réalisée tous les cinq ans, les populations de référence des années intermédiaires étant quant à elles estimées par interpolation ou extrapolation. Pour la commune, le premier recensement exhaustif entrant dans le cadre du nouveau dispositif a été réalisé en 2004.

En 2022, la commune comptait 1 140 habitants, en évolution de +11,33 % par rapport à 2016 (Gironde : +6,91 %, France hors Mayotte : +2,11 %).
| 1793 | 1800 | 1806 | 1821 | 1831 | 1836 | 1841 | 1846 | 1851 |
| ---- | ---- | ---- | ---- | ---- | ---- | ---- | ---- | ---- |
| 514  | 444  | 515  | 586  | 813  | 722  | 835  | 876  | 829  |

| 1856 | 1861 | 1866  | 1872  | 1876  | 1881  | 1886  | 1891  | 1896  |
| ---- | ---- | ----- | ----- | ----- | ----- | ----- | ----- | ----- |
| 910  | 888  | 1 014 | 1 104 | 1 096 | 1 040 | 1 039 | 1 071 | 1 142 |

| 1901  | 1906  | 1911  | 1921  | 1926  | 1931  | 1936  | 1946  | 1954 |
| ----- | ----- | ----- | ----- | ----- | ----- | ----- | ----- | ---- |
| 1 122 | 1 233 | 1 325 | 1 240 | 1 158 | 1 116 | 1 164 | 1 005 | 974  |

| 1962 | 1968 | 1975 | 1982 | 1990 | 1999 | 2004 | 2006 | 2009 |
| ---- | ---- | ---- | ---- | ---- | ---- | ---- | ---- | ---- |
| 988  | 940  | 887  | 914  | 777  | 815  | 866  | 900  | 954  |

| 2014 | 2019  | 2022  | - | - | - | - | - | - |
| ---- | ----- | ----- | - | - | - | - | - | - |
| 994  | 1 120 | 1 140 | - | - | - | - | - | - |

## Lieux et monuments
- Le château de Villandraut est classé monument historique depuis 1886[29].
- Ancien pont ferroviaire construit par  Gustave Eiffel[réf. nécessaire].
- L'actuelle église Saint-Martin, au cœur du village, est de style néo gothique et a été construite vers 1850-1860.
- Musée municipal.

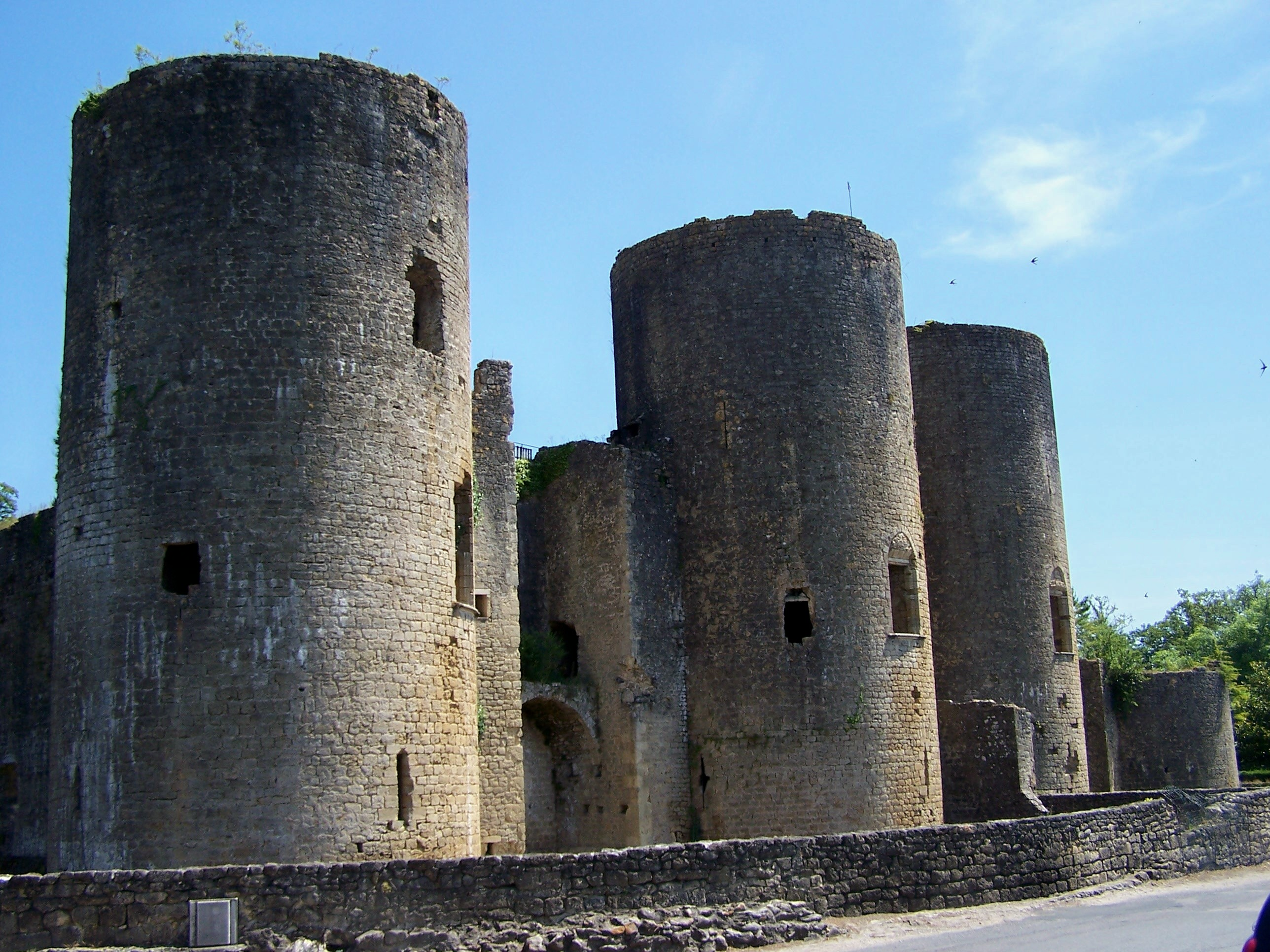
Le château, façade sud.
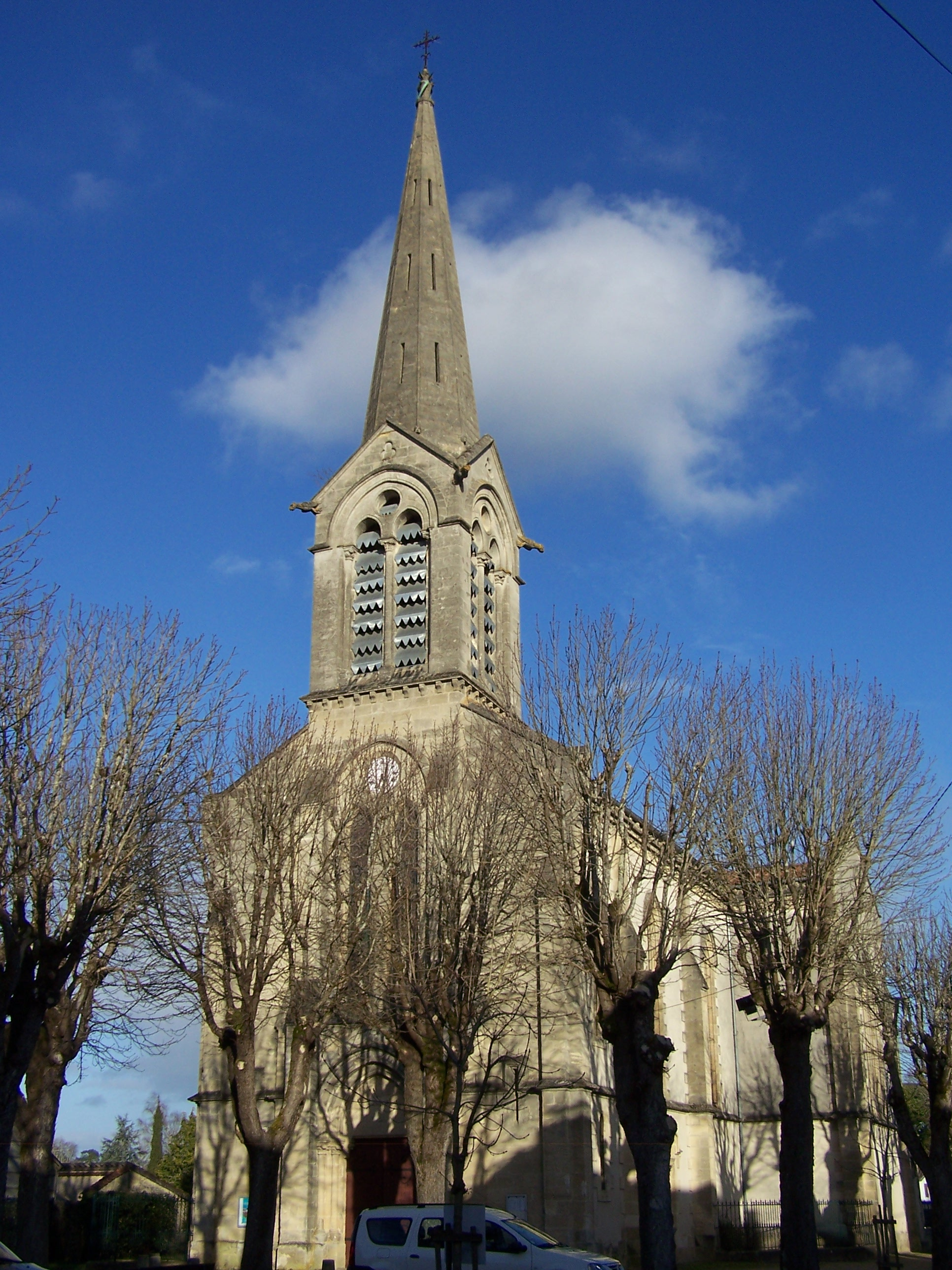
La façade occidentale de l'église Saint-Martin.
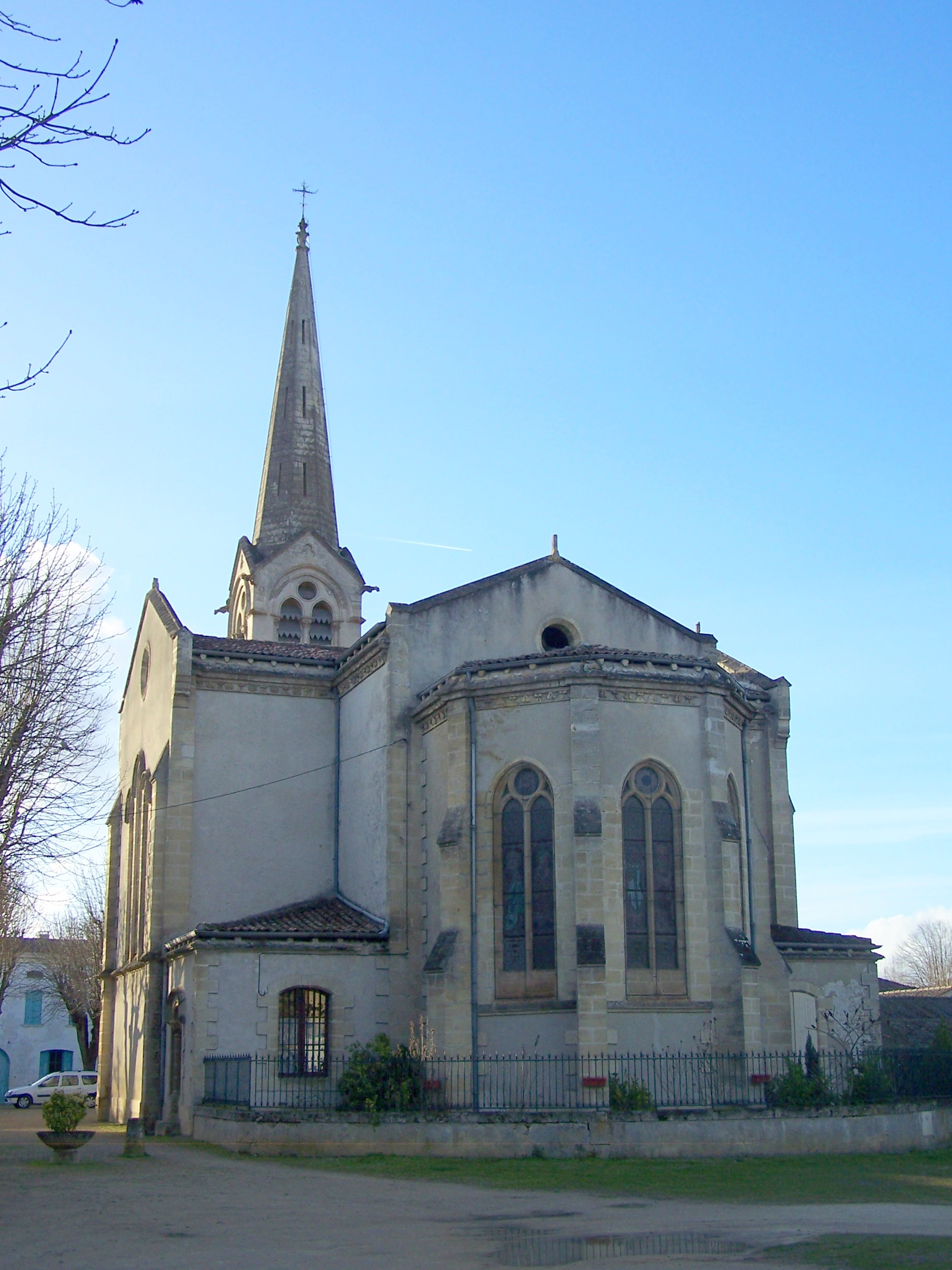
Le chevet de l'église Saint-Martin.
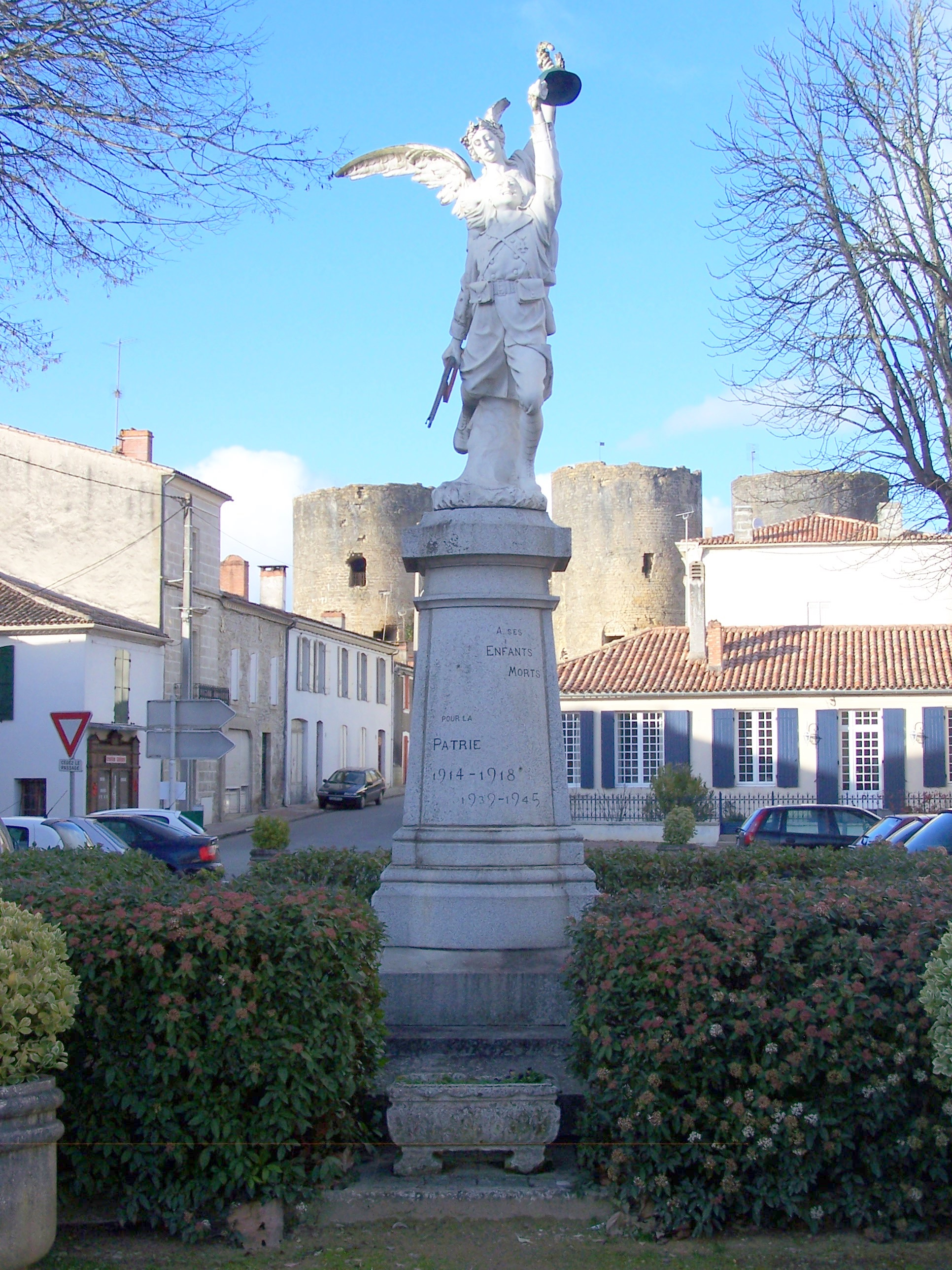
Le monument aux morts sur la place devant la mairie. Aujourd'hui déplacé, en face de l'église.

## Personnalités liées à la commune
- Clément V, pape né vers 1264 près de Villandraut et est resté 100 jours dans le château.
- Geoffroy de Vivans (1543-1592), gouverneur du château de Castelnaud. Il est décédé au cours du siège du Château de Villandraut.
- Robert Boulin, homme politique et ministre français né le 20 juillet 1920 à Villandraut.